# O'Byrne Park
O'Byrne Park è uno stadio irlandese, di proprietà della Gaelic Athletic Association, situato nella città di Aughrim, nella contea di Wicklow. Ospita le partite delle franchige della contea stessa di calcio gaelico e hurling. Vanta una capienza di 10000 posti a sedere e si trova nella zona meridionale della cittadina.